# 24303 Michaelrice
24303 Michaelrice (1999 YY) là một tiểu hành tinh vành đai chính được phát hiện ngày 16 tháng 12 năm 1999 bởi C. W. Juels ở Fountain Hills.